# Hospital Real de Todos os Santos

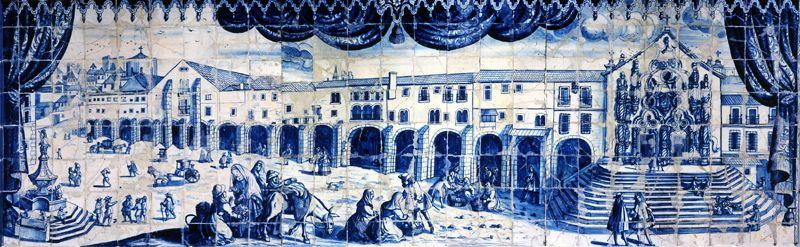
Painel de azulejos mostrando a fachada do Hospital Real de Todos os Santos, c. 1740, Museu da Cidade (Lisboa)

O Hospital Real de Todos os Santos era o hospital mais importante de Lisboa (Portugal) durante os séculos XVI, XVII e XVIII. Havia sido construído entre 1492 e 1504. Foi completamente destruído pelo Terramoto de 1755, que arrasou a Baixa de Lisboa. Os seus serviços foram transferidos para o Hospital de São José.
Era também chamado Hospital Grande, Hospital de Todos os Santos, Hospital Grande de Todos os Santos, Hospital Real e Hospital dos Pobres.

## Contexto

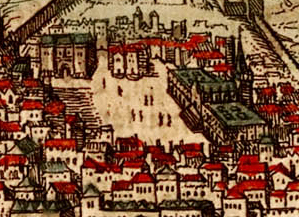
O Rossio, numa gravura do século XVI, com o Hospital Real de Todos os Santos à direita.

O Rei D. João II mandou construir um hospital central para a cidade de Lisboa com uma traça monumental renascentista inspirada nos hospitais italianos de Florença e Siena. Na edificação foram utilizados os legados pios de 43 pequenos hospitais e albergarias de Lisboa, para o que obteve prévia autorização papal no respeito pelo direito canónico. Esta foi concedida por Sisto IV através da bula Ex debito solicitudinis, de 13 de agosto de 1479. Após a morte deste, a autorização foi confirmada por breve papal de Inocêncio VIII, de 21 de janeiro de 1485, alargando a autorização a outros hospitais fora de Lisboa cujos proventos não excedessem 300 florins em ouro. Como cada instituição legada tinha o seu santo padroeiro, o novo hospital foi habilmente dedicado por D. João II a todos os santos.
Foi o próprio D. João II quem lançou a primeira pedra, quando as obras de construção se iniciaram em Maio de 1492; as obras concluíram em 1504, já no reinado de D. Manuel I, e foi este rei que promulgou o Regimento do Hospital. O Hospital viu serem efectuadas as primeiras obras de renovação e ampliação após o incêndio que nele ocorreu a 27 de Outubro de 1601 mas, após um grave surto de peste em 1631, face ao qual o número de camas disponíveis se revelou ser limitado, deu-se uma progressiva melhoria das instalações, tendo sido criadas mais seis enfermarias até ao final do século XVII. Todas estas intervenções, se levarmos em conta as descrições e documentos iconográficos, não alteraram substancialmente nem a estrutura geral do edifício, nem a fachada principal voltada para o Rossio.

## Localização e aspectos arquitectónicos
O Hospital encontrava-se na zona da actual Praça da Figueira, estando a fachada e entrada principal voltados para o Rossio.
O edifício de três pisos tinha uma fachada principal, de cerca de 100 metros, com arcadas, e a meio encontrava-se a Igreja do hospital, à qual se acedia por uma escadaria monumental. A entrada da Igreja, pelo que se pode ver das gravuras da época, era um magnífico exemplar do estilo Manuelino, estilo típico do reinado de D. Manuel I.

## Funcionamento e organização
No piso inferior encontravam-se quarenta camas para ambos os sexos e vários anexos do hospital, como o refeitório, forno, cozinha, secretaria e farmácia. As crianças abandonadas (os expostos) e os doentes mentais encontravam-se neste piso.
Os funcionários do hospital encontravam-se alojados no piso térreo, enquanto que no primeiro andar encontravam-se as enfermarias (São Vicente, Santa Clara e São Cosme), que tinham acesso ao altar-mor da Igreja do hospital, permitindo aos doentes acompanhar os ritos religiosos. O hospital tinha também um vasto logradouro, claustros e um cemitério privativo.
Os doentes eram separados em função do sexo e da patologia. Havia um serviço de urgência e uma secção privada para os doentes nobres. Para além das enfermarias, existiam também a casa das boubas; uma divisão isolada para os doentes com sífilis, que nessa altura era considerada como um castigo para os pecadores; e a casa dos doidos, onde eram tratadas as pessoas com perturbações mentais.
O hospital foi concebido, inicialmente, para albergar 250 doentes. Já no século XVI o hospital tratava cerca de três mil doentes ao ano. Mesmo com os vários incêndios que deflagraram nos hospital, este foi sendo sucessivamente ampliado e em meados do século XVIII já existiam cerca de doze enfermarias.
O hospital era gerido por um provedor da confiança do Rei, até 1530, data em que a gerência passou para os padres da Congregação de S. João Evangelista. Só a partir de 1564 é que o estabelecimento passou para a responsabilidade da Santa Casa da Misericórdia de Lisboa.
À data de 1750, teria 723 doentes.

## Incêndio e destruição

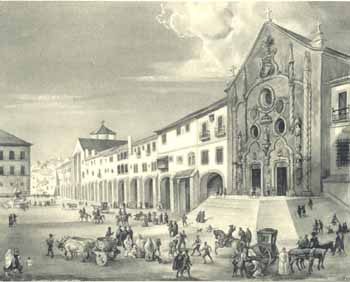
Reconstituição da fachada do hospital, gravura da autoria de Jaime Martins Barata.

Sofre um grande incêndio em 1750, iniciado na casa das tinas, onde se aqueciam as águas para o banho dos doentes. Este incêndio destruiu a casa dos enjeitados, parte da capela-mor e do coro da igreja, assim como edifícios administrativos adjacentes. No pátio, arderam a botica, e casas para funcionários.
Ainda por reconstruir, o hospital é finalmente destruído não só pelo terramoto de 1755, mas também pelo incêndio que se seguiu. Sobreviveram algumas partes do hospital, como se pode comprovar pelas escavações arqueológicas de 1960, na baixa.
Os doentes do terramoto, devido à urgência surgida na catástrofe, em carácter provisório, foram alojados em tendas, no Rossio, palácios e conventos que não foram afectados pelo "tremor da terra".
Entre eles, em destaque, muito perto de si, surge o Palácio dos Almadas.
Houve um grande esforço para a reconstrução do hospital, ainda que a título provisório, para voltar a tratar dos doentes. O hospital, contudo, não foi reconstruído na sua totalidade, provavelmente por falta de verbas, numa altura de grande esforço financeiro.
O hospital foi então transferido para o Colégio de Santo Antão, edifício confiscado a uma ordem jesuíta, em 1759.
O novo hospital foi denominado de Hospital de São José, em honra ao Rei D. José I.
Agora, no local do antigo hospital, existe a Praça da Figueira.